# 达米尔·布里奇
达米尔·布里奇（1980年12月2日—），克罗地亚男子水球运动员。他曾代表克罗地亚国家队参加2004年、2008年、2012年和2016年夏季奥林匹克运动会水球比赛，获得一枚金牌和一枚银牌。